# Kemorena Tisang
Kemorena Tisang (* 25. April 1995) ist ein botswanischer Leichtathlet, der sich auf den Hürdenlauf spezialisiert hat. 2024 wurde er in Douala Vizeafrikameister im 400-Meter-Hürdenlauf.

## Sportliche Laufbahn
Erste internationale Erfahrungen sammelte Kemorena Tisang bei den Afrikaspielen 2019 in Rabat, bei denen er über 110 m Hürden bis in das Finale gelangte, dort aber disqualifiziert wurde. Im 400-Meter-Hürdenlauf schied er mit 53,63 s in der ersten Runde aus und mit der botswanischen 4-mal-100-Meter-Staffel trat er im Vorlauf an und trug zum Erreichen des Finals bei. 2022 schied er bei den Afrikameisterschaften in Port Louis mit 52,02 s im Vorlauf über 400 m Hürden aus und im Jahr darauf stellte er mit 49,30 s einen Landesrekord über diese Distanz auf. 2024 belegte er bei den Afrikaspielen in Accra in 14,12 s den sechsten Platz über 110 m Hürden und gewann in 50,09 s die Bronzemedaille über 400 m Hürden hinter dem Marokkaner Saad Hinti und seinem Landsmann Victor Ntweng. Im Juni sicherte er sich bei den Afrikameisterschaften in Douala in 49,24 s die Silbermedaille über 400 m Hürden hinter seinem Landsmann Victor Ntweng.
In den Jahren 2019, 2022 und 2024 wurde Tisang botswanischer Meister im 110-Meter-Hürdenlauf sowie 2024 auch über 400 m Hürden.

## Persönliche Bestleistungen
- 110 m Hürden: 13,90 s (+0,2 m/s), 17. Mai 2024 in Gaborone
- 400 m Hürden: 48,76 s, 18. Mai 2024 in Gaborone